# Ерік Гутьєррес
Ерік Гутьєррес (ісп. Erick Gutiérrez, нар. 15 червня 1995, Аоме) — мексиканський футболіст, півзахисник клубу «Гвадалахара» і національної збірної Мексики.

## Клубна кар'єра
У дорослому футболі дебютував 2013 року виступами за команду клубу «Пачука», в якій провів п'ять сезонів, взявши участь у 131 матчі чемпіонату. Більшість часу, проведеного у складі «Пачуки», був основним гравцем команди.
До складу нідерландського ПСВ приєднався 2018 року. 15 вересня дебютував в основному складі в переможній грі 7–0 проти АДО відзначившись голевою передачею та голом. Через три дні дебютував у Лізі чемпіонів в програшному матчі 0–4 проти «Барселони». 30 жовтня Ерік дебютував у Кубку Нідерландів у грі проти «Валвейка».

## Виступи за збірні
Протягом 2015–2016 років залучався до складу молодіжної збірної Мексики. На молодіжному рівні зіграв в 11 офіційних матчах.
2016 року захищав кольори олімпійської збірної Мексики. У складі збірної — учасник футбольного турніру на Олімпійських іграх 2016 року у Ріо-де-Жанейро.
У 2016 дебютував у складі національної збірної Мексики. У її складі був учасником розіграшу Золотого кубка КОНКАКАФ 2017 року і чемпіонату світу 2018 року. 
На Золотому кубку КОНКАКАФ 2019 року здобув титул чемпіона Північної Америки.
| Дата       | Місто                | Господарі  | Результат | Гості             | Турнір                                   | Голи | Примітки |
| ---------- | -------------------- | ---------- | --------- | ----------------- | ---------------------------------------- | ---- | -------- |
| 12-10-2016 | Бриджв'ю             | Мексика    | 1 – 0     | Панама            | товариський матч                         | -    | 60'      |
| 28-5-2017  | Лос-Анджелес         | Мексика    | 1 – 2     | Хорватія          | товариський матч                         | -    | 46'      |
| 29-6-2017  | Х'юстон              | Мексика    | 1 – 1     | Гана              | товариський матч                         | -    | 59'      |
| 2-7-2017   | Сіетл                | Мексика    | 2 – 1     | Парагвай          | товариський матч                         | -    | 61'      |
| 10-7-2017  | Сан-Дієго            | Мексика    | 3 – 1     | Сальвадор         | Кубок КОНКАКАФ 2017 - 1-й етап           | -    | 70'      |
| 14-7-2017  | Денвер               | Мексика    | 0 – 0     | Ямайка            | Кубок КОНКАКАФ 2017 - 1-й етап           | -    | 76'      |
| 17-7-2017  | Сан-Антоніо          | Кюрасао    | 0 – 2     | Мексика           | Кубок КОНКАКАФ 2017 - 1-й етап           | -    | кап.     |
| 24-7-2017  | Пасадена             | Мексика    | 0 – 1     | Ямайка            | Кубок КОНКАКАФ 2017 - півфінал           | -    | 59'      |
| 29-5-2018  | Пасадена             | Мексика    | 0 – 0     | Уельс             | товариський матч                         | -    | 71' 74'  |
| 7-9-2018   | Лос-Анджелес         | Мексика    | 1 – 4     | Уругвай           | товариський матч                         | -    | 60'      |
| 17-10-2018 | Сантьяго-де-Керетаро | Мексика    | 0 – 1     | Чилі              | товариський матч                         | -    |          |
| 16-11-2018 | Кордова              | Аргентина  | 2 – 0     | Мексика           | товариський матч                         | -    | 74'      |
| 21-11-2018 | Мендоса              | Аргентина  | 2 – 0     | Мексика           | товариський матч                         | -    | 46'      |
| 23-3-2019  | Сан-Дієго            | Мексика    | 3 – 1     | Чилі              | товариський матч                         | -    | 75'      |
| 27-3-2019  | Санта-Клара          | Мексика    | 4 – 2     | Парагвай          | товариський матч                         | -    | 29' 78'  |
| 6-6-2019   | Атланта              | Мексика    | 3 – 1     | Венесуела         | товариський матч                         | -    | 43' 68'  |
| 19-6-2019  | Денвер               | Мексика    | 3 – 1     | Канада            | Кубок КОНКАКАФ 2019 - 1-й етап           | -    | 37'      |
| 6-9-2019   | Іст-Ратерфорд        | США        | 0 – 3     | Мексика           | товариський матч                         | 1    | 77'      |
| 16-11-2019 | Панама               | Панама     | 0 – 3     | Мексика           | Ліга націй КОНКАКАФ 2019-2020 - 2-й етап | -    |          |
| 30-3-2021  | Вінер-Нойштадт       | Коста-Рика | 0 – 1     | Мексика           | товариський матч                         | -    |          |
| 12-6-2021  | Атланта              | Мексика    | 0 – 0     | Гондурас          | товариський матч                         | -    | 66'      |
| 4-7-2021   | Лос-Анджелес         | Мексика    | 4 – 0     | Нігерія           | товариський матч                         | -    | 81'      |
| 10-7-2021  | Арлінгтон            | Мексика    | 0 – 0     | Тринідад і Тобаго | Кубок КОНКАКАФ 2021 - 1-й етап           | -    |          |
| 14-7-2021  | Даллас               | Гватемала  | 0 – 3     | Мексика           | Кубок КОНКАКАФ 2021 - 1-й етап           | -    | 68'      |
| 18-7-2021  | Даллас               | Мексика    | 1 – 0     | Сальвадор         | Кубок КОНКАКАФ 2021 - 1-й етап           | -    | 56'      |
| 24-7-2021  | Глендейл             | Мексика    | 3 – 0     | Гондурас          | Кубок КОНКАКАФ 2021 - чвертьфінал        | -    | 73'      |
| 30-7-2021  | Х'юстон              | Мексика    | 2 – 1     | Канада            | Кубок КОНКАКАФ 2021 - півфінал           | -    | 61' 68'  |
| 1-8-2021   | Парадайз             | США        | 1 – 0     | Мексика           | Кубок КОНКАКАФ 2021 - Фінал              | -    | 76'      |
| 24-3-2022  | Мехіко               | Мексика    | 0 – 0     | США               | Відбір до ЧС 2022                        | -    | 79'      |
| 27-3-2022  | Сан-Педро-Сула       | Гондурас   | 0 – 1     | Мексика           | Відбір до ЧС 2022                        | -    | 81'      |
| 30-3-2022  | Мехіко               | Мексика    | 2 – 0     | Сальвадор         | Відбір до ЧС 2022                        | -    | 90+1'    |
| 28-5-2022  | Арлінгтон            | Мексика    | 2 – 1     | Нігерія           | товариський матч                         | -    | 66'      |
| 2-6-2022   | Глендейл             | Мексика    | 0 – 3     | Уругвай           | товариський матч                         | -    | 58'      |
| 27-9-2022  | Санта-Клара          | Мексика    | 2 – 3     | Колумбія          | товариський матч                         | -    | 77'      |
| 26-11-2022 | Лусаїл               | Аргентина  | 2 – 0     | Мексика           | ЧС 2022 - груповий етап                  | -    | 42' 50'  |
| 23-3-2023  | Парамарибо           | Суринам    | 0 – 2     | Мексика           | Ліга націй КОНКАКАФ 2022-2023 - 1-й етап | -    |          |
| Усього     |                      | Матчів     | 36        |                   | Голів                                    | 1    |          |

## Титули і досягнення

### Клубні
«Пачука»
- Чемпіон Мексики: Клаусура 2016
- Ліга чемпіонів КОНКАКАФ: 2017

ПСВ
- Володар Суперкубка Нідерландів: 2021, 2022
- Володар Кубка Нідерландів: 2022, 2023

### Збірні
Мексика
- Молодіжний чемпіонат КОНКАКАФ: 2015
- Переможець Золотого кубка КОНКАКАФ: 2019
- Срібний призер Золотого кубка КОНКАКАФ: 2021